# Rosalba De Giorgi
Rosalba De Giorgi (Milano, 1º maggio 1970) è una politica italiana.

## Biografia
Nata a Milano, vive a Taranto dall'età di 4 anni. Diploma magistrale, ha insegnato in una scuola della città ed è diventata un volto noto di una emittente televisiva locale.
Giornalista professionista, alle elezioni politiche del 2018 è eletta deputata del Movimento 5 Stelle. È membro dal 2018 della XIV Commissione politiche dell'Unione europea. Nel settembre 2018 viene contestata a Taranto da un gruppo di manifestanti che partecipava ad un sit-in per chiedere la chiusura dello stabilimento di Taranto dell'Ilva, una delle fabbriche più inquinanti d'Europa. Ha dovuto andarsene scortata dalle forze dell'ordine. Ha suscitato inoltre polemiche, durante la pandemia,  un video appello in cui invita i cittadini a "restare a casa", lanciato dall'abitacolo della propria auto.
Il 6 maggio 2020 si dimette dal M5S e aderisce al Gruppo misto. Si giustifica: "L'ho fatto per Taranto. Sull'ex Ilva il M5S ha tradito le mie aspettative e quelle dei miei concittadini".